# Adriana Aparecida dos Santos
Adriana Aparecida dos Santos, plus connue sous le nom d'Adriana, née le 18 janvier 1971 à São Bernardo do Campo, dans l'État de São Paulo au Brésil, est une joueuse brésilienne de basket-ball. Elle évolue durant sa carrière aux postes d'arrière et d'ailière.

## Biographie
Directrice technique de l'équipe du Brésil de basket-ball féminin, elle prononce le Serment olympique pour les entraîneurs lors de la Cérémonie d'ouverture des Jeux olympiques d'été de 2016 à Rio de Janeiro.

## Palmarès
- Finaliste des Jeux olympiques 1996
- 3e des Jeux olympiques 2000
- Championne du monde 1994